# Telmatochromis
Telmatochromis és un gènere de peixos de la família dels cíclids i de l'ordre dels perciformes.

## Distribució geogràfica
És endèmic del llac Tanganyika (Àfrica oriental).

## Taxonomia
- Telmatochromis bifrenatus (Myers, 1936)
- Telmatochromis brachygnathus (Hanssens & Snoeks, 2004)[3]
- Telmatochromis brichardi (Louisy, 1989)[4]
- Telmatochromis burgeoni (Poll, 1942)[5]
- Telmatochromis dhonti (Boulenger, 1919)
- Telmatochromis temporalis (Boulenger, 1898)
- Telmatochromis vittatus (Boulenger, 1898)[6][7][8][9]